# قاعدة سعد الجوية
قاعدة سعد الجوية أو قاعدة ج/2 أو قاعدة أيج 2 (H2) هي قاعدة عسكرية جوية عراقية ستراتيجية قديمة في قضاء عانة في محافظة الأنبار غرب العراق، كانت شقّة نزول، مهبطاً للطائرات، ثم طُوّرت إلى قاعدة جوية سُميت قاعدة سعد، احتلّها تنظيم الدولة الإسلامية (داعش)، وأُعلنَ في تشرين الأول سنة 2017 أن الحكومة العراقية استعادتها،

## معنى أيج تو

مسار أنبوب النفط ومحطاته من كركوك إلى حيفا

قالت مجلة وندرز أوف ورلد انجينيرنك (Wonders of World Engineering) "النفط مادة سائلة فلا تتدفق في الأنابيب إلا بالجاذبية، والأنابيب ترتفع وتنخفض، فكان لزاماً أن تُبنى محطات ضخ على طول الطريق لضمان الضخ، فأُنشئت 12 محطة موزعة على طول مسار الأنبوب، يتراوح التباعد بين كل محطة بين 50 إلى 150 ميلاً، منها 3 محطات كي 1 وكي 2 وكي 3، سُميت على الحرف الأول من اسم كركوك التي ينطلق منها النفط، وفي مسار الأنبوب محطات أيج 1 وأيج 2 وأيج 3، سُميت على الحرف H الإنكليزي الذي تبدأ به كلمة مدينة حيفاً التي كان النفط يصل إليها، وفي المسار أيضاً محطات تي وان وتي تو وتي ثري، سُميت على الحرف الذي تبدأ به مدينة طرابلس Tripoli".